# Меншиков Леонід Омелянович
Леонід Омелянович Меншиков (рос. Леонид Емельянович Меньшиков; 20 лютого 1916, Мангала — 5 серпня 2004) — радянський офіцер, Герой Радянського Союзу.

## Біографія
Народився 20 лютого 1916 року в селі Мангалі (тепер Боготольського району Красноярського краю) в селянській родині. Росіянин. Отримав початкову освіту. Працював в місті Ачинську.
У 1937 році призваний до лав Червоної Армії. У 1939 році закінчив курси молодших лейтенантів. У 1940 році демобілізований за станом здоров'я. У 1941 році добровольцем пішов на фронт. У боях німецько-радянської війни з грудня 1941 року.
У ніч на 22 вересня 1943 року командир взводу 82-міліметрових мінометів 69-ї механізованої бригади 9-го механізованого корпусу 3-ї гвардійської танкової армії Воронезького фронту лейтенант Л. О. Меншиков біля села Зарубинців Переяслав-Хмельницького району Київської області (нині затоплене водами Канівського водосховища) в числі перших подолав Дніпро. Разом зі стрілецьким підрозділом взвод опанував невеликим плацдармом, що створило підрозділам бригади сприятливі умови для форсування річки. Своїм вогнем Л. О. Меншиков знищив мінометну 81-міліметрову батарею противника разом з обслуговчим персоналом. Потім підрозділ прикривав переправу, забезпечуючи можливість радянським військам без втрат висаджуватися на правому березі Дніпра.
Указом Президії Верховної Ради СРСР від 17 листопада 1943 року за мужність і героїзм, проявлені при форсуванні Дніпра і утриманні плацдарму на його правому березі лейтенанту Леоніду Омеляновичу Меншикову присвоєно звання Героя Радянського Союзу з врученням ордена Леніна і медалі «Золота Зірка» (№ 2084).
Член ВКП(б) з 1944 року. З 1947 року старший лейтенант Л. О. Меньшиков в запасі. Жив у Києві. Помер 5 серпня 2004 року. Похований в Києві на Байковому кладовищі.

## Нагороди
Нагороджений орденом Леніна, орденами Вітчизняної війни 1-го і 2-го ступеня, орденом Червоної Зірки, медалями.